# لورا پرلز
لورا پرلز (به انگلیسی: Laura Perls) (زاده ۱۵ اوت ۱۹۰۵ در فورتسهایم - مرگ ۱۳ ژوئیه ۱۹۹۰ در فورتسهایم) روانشناس و روان درمانگر برجسته‌ای بود که به پایه‌گذاری مکتب گشتالت در روان درمانی کمک کرد.
لورا پرلز در ه سالگی پیانو می‌نواخت و زمانی که ۱۸ سال داشت به صورت حرفه‌ای پیانو می‌نواخت. موسیقی و رقص مدرن بخش مهمی از دوران بزرگسالی او را تشکیل می‌دادند. هنگامی که لورا مشغول به کار در حرفهٔ روان کاوی شد، مشغول تحصیل در دانشکدهٔ حقوق بود، موفق به اخذ مدرک فوق لیسانس در روان‌شناسی گشتالت شده بود و فلسفه مطالعه می‌کرد
او هنگامی که ۱۶ سال داشت به روان‌شناسی علاقه‌مند شد (فادیمن و فرجر، ۲۰۰۲). علاقه او به روان‌شناسی همانند بسیاری از روان شناسان پیش و پس از وی، بعد از مطالعه کتاب تعبیر رؤیای فروید شروع شد (فادیمن و فرجر، ۲۰۰۲). او در سال ۱۹۳۰ با فریتس پرل ازدواج کرد. آنها همدیگر را هنگام کار در مؤسسه روانی فرانکفورت ملاقات کردند. لورا پرلز درجه دکترای خود را در رشتهٔ روان‌شناسی گشتالت در دانشگاه گوته فرانکفورتدانشگاه گوته فرانکفورت دریافت کرد. در سال ۱۹۹۳ لورا و فریتس پرلز مجبور شدند آلمان را به علت ظهور نازی‌ها ترک کنند. آنها ده سال را در آفریقای جنوبی سپری کردند. آنجا بود که کتاب مشترک خود را با عنوان نفس، گرسنگی و پرخاشگری را در که در سال ۱۹۴۲ منتشر شد، نوشتند.  این کار منجر به آغاز نظریه جدید آنها در روان درمانی، با نام گشتالت درمانی شد (فادیمن و فرجر، ۲۰۰۲)
فریتس و لورا پرلز مؤسسه نیویورک ویژه درمان گشتالتی را پایه‌گذاری و اقدام به آموزش این رویکرد کردند. آنها به صورت یک تیم، به گسترش و حفظ جنبش گشتالت درمانی در ایالات متحده کمک کردند که از اواخر دهه ۱۹۴۰ تا ۱۹۹۰ ادامه داشت. لورا پرلز در اظهارات خود اشاره می‌کند که فریتس مبتکر و نه گسترش دهندهٔ درمان گشتالتی بوده است